# 잭 유
잭 유(Jack Ü)는 미국의 DJ 듀오이다. 멤버는 DJ 스크릴렉스와 음악 프로듀서 겸 DJ인 디플로이다.

## 음반 목록
- Skrillex and Diplo Present Jack Ü (2015)